# Ngumbo
Ngumbo ist ein Verwaltungsbezirk (Ward) des Distrikts Nyasa in der tansanischen Region Ruvuma.

## Geografie
Ngumbo liegt im Südwesten von Tansania am Malawisee. Das Land steigt vom Ufer des Sees in rund 500 Meter Seehöhe nach Nordosten auf über 1400 Meter an. Der Bezirk grenzt im Norden an Mbaha, im Osten an Matiri und Ukata, im Süden an Liwundi und im Westen an den Malawisee. Bei der Volkszählung 2022 lebten 4906 Menschen in 1147 Haushalten auf einer Fläche von 112 Quadratkilometern.

## Gliederung
Der Bezirk besteht aus vier Gemeinden (Mtaa) mit 20 Orten (Kitongoji):
| Ngumbo - Chilopa - Ntundu - Ndingine - Wika | Hinga - Mkongo - Ndowe - Ndunguru - Nkuyu - Namkile | Mbuli - Chihungu - Chilao - Miale | Litolomela - Central - Nakalai - Lung'umba - King'wina |

## Infrastruktur
- Bildung: Die Ngumbo Secondary School ist eine öffentliche weiterführende Schule, die Mädchen und Burschen bis zur 4. Stufe ausbildet.[7]
- Gesundheit: In den Gemeinden Ngumbo, Hinga und Mbuli gibt es je eine staatliche Apotheke.[8][9][10]